# Sint-Niklaas (huyện)
Huyện Sint-Niklaas (tiếng Hà Lan: Arrondissement Sint-Niklaas; tiếng Pháp: Arrondissement de Saint-Nicolas) là một trong 6 huyện hành chính ở tỉnh Đông Flanders,  Bỉ.
Huyện hành chính Sint-Niklaas bao gồm các đô thị sau:
- Beveren
- Kruibeke
- Lokeren
- Sint-Gillis-Waas
- Sint-Niklaas
- Stekene
- Temse